# Stille Waters
Stille Waters is een Vlaamse dramaserie naar de hand van Ward Hulselmans, in opdracht van VRT-TV1 (later Eén geheten). De reeks van 13 afleveringen werd eind 2001 voor het eerst uitgezonden.
Centraal staat de strijd tussen de machtige industrieel Alexander Vorlat (Jo De Meyere) en de jonge stadsvrouw Jana Meyer (Antje De Boeck) die de verdachte dood van haar pleegvader onderzoekt. Doorheen het verhaal wordt een kluwen van misdaad en corruptie blootgelegd.

## Titel
De titel van de serie verwijst naar de korte periode van twintig minuten bij het keren van het tij dat men doodtij noemt. Van eb naar vloed of omgekeerd is er op dat moment bijna geen stroming. Stoere mannen probeerden dan vroeger weleens de Schelde over te zwemmen. 'Stille waters' verwijst dus naar doodtij, maar meer nog naar dingen die niet geweten mogen zijn, geheimen die beter geheim blijven.

## Verhaal
In het rustige Terhaven, een dorp aan de oevers van de Schelde, verhult de schijnbare kalmte een onophoudelijke reeks schandalen die op het punt staat uit te breken. Het begint allemaal wanneer veerman Stan Moereels, geplaagd door wroeging, zelfmoord pleegt. In een afscheidsbrief aan zijn stiefdochter Jana Meyer bekent hij dat hij medeschuldig is aan iets "wat erger is dan moord", en dat hij dat heeft gedaan voor zijn zogenaamde vriend Alexander Vorlat. Vorlat is de eigenaar van de lokale houtzagerij, verschaft in die hoedanigheid enorm veel werk in de streek, en heeft politiek een enorme vinger in de pap. Zo heeft Jana's broer Guido zijn postje in het provinciebestuur aan Vorlat te danken. 
Jana verneemt dat ze van haar vader de veerpont heeft geërfd, maar het blijkt dat er nog een schuld op uitstaat aan uitgerekend Vorlat. Die stelt voor om de boot over te nemen en het resterende bedrag aan haar te geven. De agressieve reactie die Vorlat geeft wanneer Jana eerder terloops over de afscheidsbrief begint, maakt haar alleen wantrouwiger: ze besluit het veer over te nemen, tot grote ergernis van Vorlat, die liever zou zien dat ze haar biezen pakte en terug naar Antwerpen keerde. Probleem: Jana kan niet varen, maar een sympathieke arbeider uit Vorlats zagerij, Rob De Laet, helpt haar en samen worden ze een koppel. Doordat ze vaker in de buurt is, kan Jana bovendien haar moeder vaker bezoeken, die in een instelling voor geestelijke gehandicapten zit, en haar dagen vult met ruzie te maken met "madame Charette", een andere bewoonster van het gesticht.
Jana maakt ook kennis met de rest van de familie Vorlat: opa Albert Vorlat, een oude vriend van Stan, heeft een visserscafé, en krijgt van zijn zoon een maandelijkse betoelaging om zich vooral zo weinig mogelijk te laten zien. Zoon Tobie wordt klaargestoomd om in de zaak te gaan werken en staat op het punt te trouwen met Kathy, de dochter van een invloedrijke ambtenaar, terwijl zijn broer Ben eerder een artistieke carrière op het oog heeft en zijn op het randje van de meerderjarigheid balancerende vriendin Inez zwanger heeft gemaakt. En Vorlats vrouw, Claudine Vorlat-de Wesemaelprobeert tevergeefs de familiebanden terug vast te smeden.
Vorlat laat zich door niets of niemand commanderen en probeert de zaken altijd naar zijn hand te zetten, denkend dat alles in de wereld voor de juiste prijs te koop is. Zijn zagerij staat intussen op het randje van het failliet door een mislukte deal in Polen en door het feit dat hij diverse 'onkosten', zoals het bezoek aan zijn favoriete prostituee Wendy als bedrijfsonkosten heeft ingeboekt. Alleen hijzelf en zijn boekhouder Vervenne zijn van dit financieel débâcle op de hoogte. Vorlat heeft de grootste moeite om zijn bedrijf recht te houden, wat leidt tot afdankingen en inbreuken op de veiligheid. Wanneer er een zwaar ongeluk gebeurt op de zagerij, begint het personeel spontaan te staken voor betere werkomstandigheden en meer personeel. Om de fabriek draaiende te houden, is Vorlat verplicht om geld te lenen van zijn steenrijke schoonbroer, Robert de Wezemael, die door een schandaal binnen de familie Vorlat verstoten werd, maar net wanneer de Wezemael met zijn jacht weer op de Schelde opduikt, gebeurt er een ongekend drama: twee jongetjes, Kristof Sebrechts en Tim Rommens, het zoontje van Vorlat 's ploegbaas Pierre Rommens verdrinken op de Schelde in een roeiboot. Alles lijkt op een ongeluk, ware het niet dat Jana van journalist Coppens te horen krijgt dat de kinderen zwaar dronken waren en een onverklaarbare hoop geld op zak hadden.
Jana neemt het voortouw in de contacten tussen de ouders en de pers. Wanneer ook nog een pen, met daarop een compositie van Ben Vorlat en de stemmen van de kinderen vlak voor hun ongeluk, opduiken, eist de familie opheldering bij het gerecht. Onderzoeksrechter Van Wallegem doet alle moeite van de wereld om het onderzoek zo snel mogelijk af te sluiten: in zijn ogen was de drank en het geld een kwajongensstreek van de kinderen, maar de ouders weigeren in die theorie te geloven. Ondanks procureur Hervé, Van Wallegem's overste en een goede vriend van Vorlat, de pen zoek laat geraken komt er plots een stroom aan tot dan toe verzwegen informatie bovendrijven: Journalist Coppens licht Jana in dat Robert de Wezemael, de schoonbroer van Vorlat, een notoire pedofiel is en dat de vorige keer toen zijn jacht in de buurt was er een gelijkaardig 'ongeval' is gebeurd. Als klap op de vuurpijl meldt zich een getuige: de lokale drukker Herman vertrouwt Jana toe dat hij als kind ook door Robert de Wezemael werd misbruikt. De druk van de publieke opinie bij het gerecht doet de zaken openbarsten en het proces komt in een stroomversnelling waar Jana tegen wil en dank wordt in meegezogen.
Alexander Vorlat voelt langs alle kanten de druk op zijn persoon en zijn bedrijf toenemen want wanneer Robert wordt gearresteerd, zal blijken dat hij de arbeiders in het zwart heeft uitbetaald met de Wezemaels geld, maar als de zaak van de verdwenen kinderen eindelijk uitgeklaard wordt, heeft Jana nog altijd geen antwoord op de vraag wat haar vader daar nu allemaal mee te maken had...

## Acteurs
- Antje De Boeck - Jana Meyer
- Jo De Meyere - Alexander Vorlat
- Wim Danckaert - Guido Moereels
- Dirk Tuypens - Pierre Rommens
- Chris Thys - Claudine de Wesemael
- Peter Seynaeve - Tobias Vorlat
- Suzanne Saerens - Veronique
- Ludo Busschots - Vervenne
- Koen De Bouw - Rob De Laet
- Katrien De Ruysscher - Petra Marsboom
- Doris Van Caneghem - Erna
- Nand Buyl - Albert Vorlat
- Camilia Blereau - Jana's moeder
- Geena Lisa - Cathy Vanbrabant
- Ugo Prinsen - Hervé Nieland
- Karin Jacobs - Paula Rommens
- Herman Boets - Lou
- Wim Opbrouck - Willy Van Wallegem
- Frank Van Erum - Ben Vorlat
- Karel Deruwe - Robert de Wesemael
- Els Olaerts - Andrea Sebrechts
- Inge Paulussen - Wendy
- Warre Borgmans - Herman
- Bob De Moor - Erik Vanbrabant
- Erik Burke - Luc Van Steenbergen
- Hubert Damen - Coppens
- Jan Decleir - Stan Moereels

## Productie
De draaiperiode liep van 9 januari 2001 tot 11 november 2001 met een filmploeg van ongeveer 25 personen. Het merendeel van de opnames vond plaats in Bornem en omliggende gemeenten. Zo werd er gefilmd aan de veerponten van Mariekerke & Sint-Amands, Jachtpaviljoen  De Notelaer, Café Zates en Café Sint-Vadde. Houtzagerij Peleman uit Puurs fungeerde als de houtzagerij en burelen van Alexander Vorlat en de scènes in het bureau van Vervennen, de boekhouder, werden in Ruisbroek gefilmd. Daarnaast waren ook het kasteel van Opdorp en de schoolkapel en de privévertrekken van de zusters van Sint-Vincentiuscollege te Buggenhout vaste opnamelocaties. Het justitiepaleis van Dendermonde deed dan weer dienst als gerechtsgebouw in de serie.
De veerboot van Mariekerke heeft dienstgedaan als de veerboot van Stan & Jana. Tijdens de opnames voer de veerboot van Sint-Amands met daarop de filmcrew met camera's telkens parallel mee voor het maken van de opnames. Wanneer de acteurs effectief moesten varen lag de veerman van Sint-Amands buiten het beeld van de camera’s op de grond, aan de voeten van Jan Decleir of Antje De Boeck voor het geven van instructies.

## Dvd
De serie werd op op 13 januari 2004 door Bridge Pictures uitgebracht op dvd. De box bevat 4 dvd's met alle 13 afleveringen. Er zijn geen Nederlandse ondertitels voor doven en slechthorenden en er zijn ook geen extra's. In 2017 zijn de 4 dvd's met Nederlandse ondertitels in de reeks Het beste van Vlaanderen verschenen. De afleveringen staan allemaal in anamorf breedbeeld op de dvd's.